# Lukaskirche (Frankfurt am Main)
Die Lukaskirche ist eine evangelische Kirche in Frankfurt am Main, im Stadtteil Sachsenhausen.

## Lage und Nutzung
Die Frankfurter Lukaskirche, Gartenstraße 67, wird von der Evangelischen Maria-Magdalena-Gemeinde genutzt, die zur Evangelischen Kirche in Hessen und Nassau gehört. Der Kirchenraum im 1. Obergeschoss ist täglich von 9.00 bis 17.00 Uhr geöffnet, im Erdgeschoss befinden sich Gemeinderäume. Der Kirche ist eine Kindertagesstätte angegliedert. Das Kirchenareal ist mit den Straßenbahnlinien 15 und 16 (Otto-Hahn-Platz, früher Holbeinplatz) sowie den U-Bahnen 1,2,3 (Schweizer Platz) erreichbar.

## Baugeschichte

### Errichtung 1912 und Zerstörung 1944

Steinhausenbilder 1913/18 bis 1944

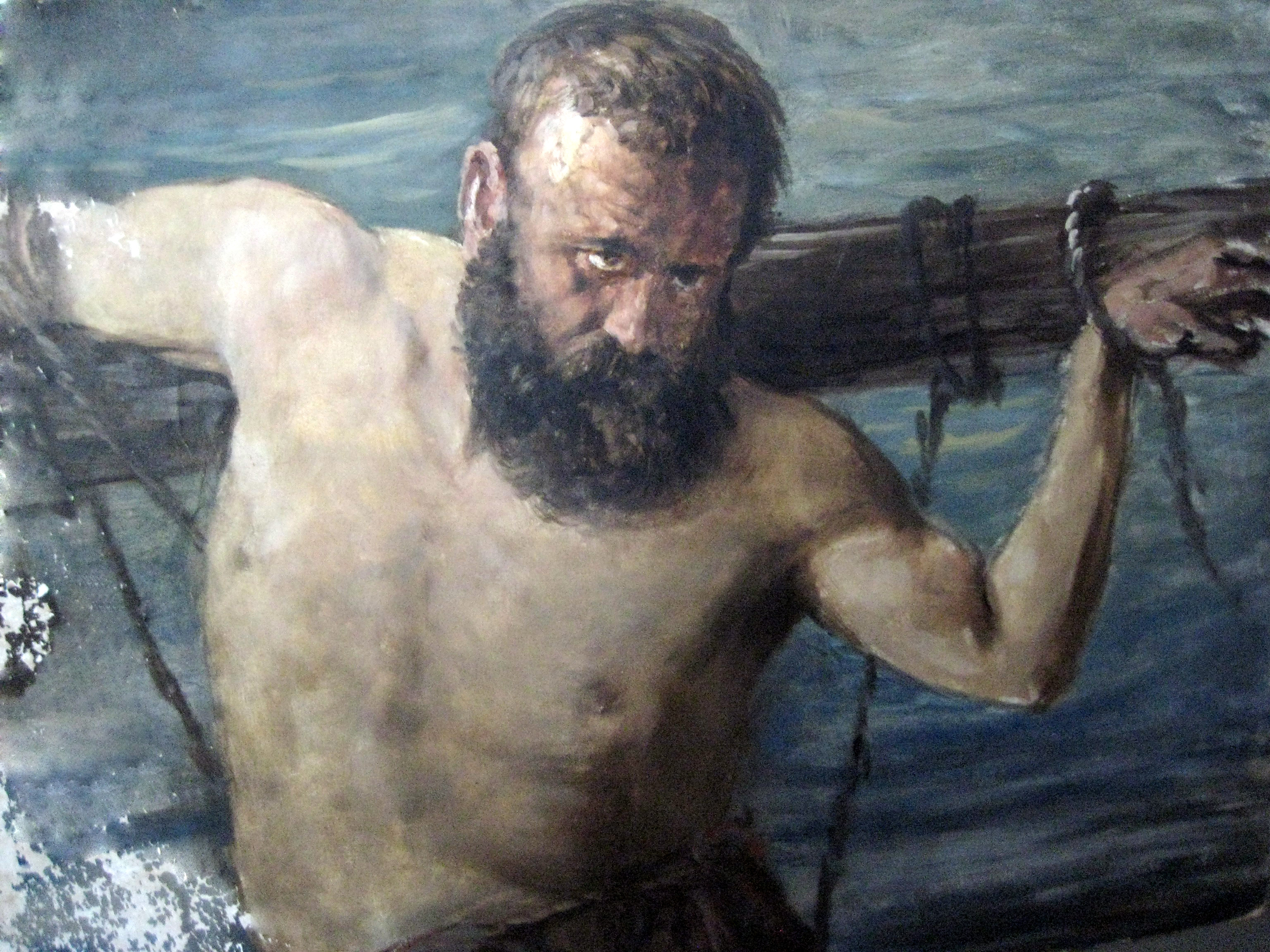
Ausschnitt aus: Wilhelm Steinhausen: Der Böse Schächer. Wandbild von 1913, Südostwand (s. Bild oben, Längsformat rechts)

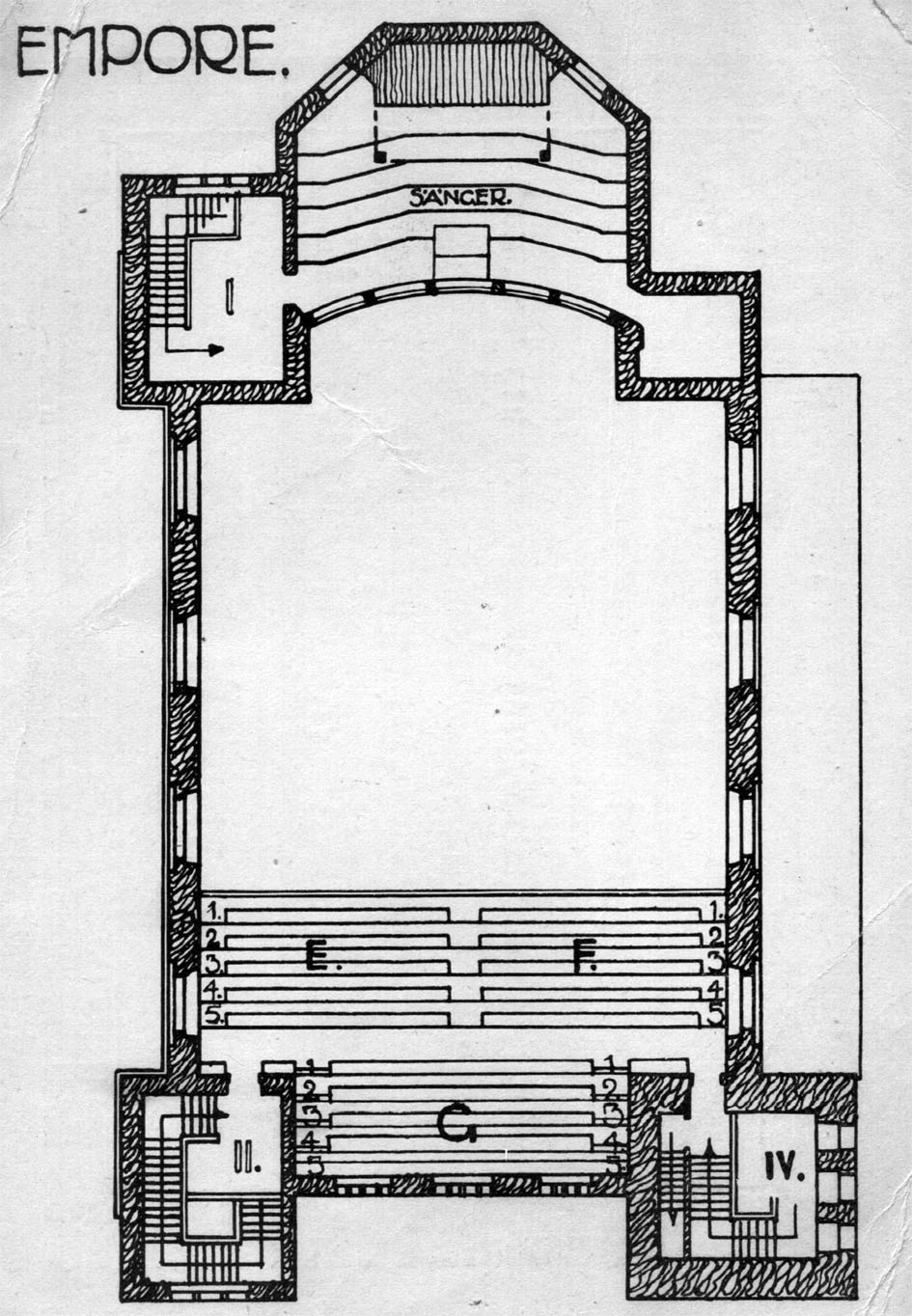
Grundriss 1912 bis 1944

Relief aus Muschelkalk am Westportal mit Jugendstil typischen flächigen, floralen Motiven

Im Zuge der Erweiterung der Stadt Frankfurt Anfang des 20. Jhd.s entstand 1903 mit dem neu erschlossenen, begehrten Wohngebiet eine neue, wohlhabende Kirchengemeinde unter Leitung von Professor Dr. med. D. theol. Moritz Schmidt-Metzler und Senior Karl Teichmann (* 3. Januar 1837; † 11. August 1906), die den Neubau einer Kirche vorantrieben, ihn aber beide nicht mehr erlebten. 1906 holte Schmidt-Metzler den Elberfelder Pfarrer Wilhelm Busch in die Lukasgemeinde, die unter dessen charismatischer Führung schnell wuchs. Nach anderthalb Jahren Bauzeit wurde die Lukaskirche am 12. Oktober 1913 von Pfarrer Busch eingeweiht – im Beisein von Mathilde Friederike Schmidt-Metzler, deren Brüder Carl und Albert von Metzler Kirchengerätschaften stifteten. Der Planentwurf einer Kirche im Jugendstil mit rechteckigem Grundriss stammte vom jungen Frankfurter Architekten Carl Friedrich Wilhelm Leonhardt (* 24. August 1881; †16. Mai 1918), der sich in der Ausschreibung der Stadtsynode gegen 64 andere Entwürfe, worunter auch der von der Kirchengemeinde favorisierte Zentralbau-Entwurf zählte, durchsetze. Für den Innenraum (970 Sitzplätze, 12 m Höhe, 17,50 m Breite, 22 m Länge) stiftete die Frankfurter Mäzenin Rose Livingston die teuerste Ausmalung einer protestantischen Kirche im 20. Jahrhundert. Die Innenwände der Lukaskirche waren von 1913/18 bis 1944 nahezu vollständig mit 21, meist großformatigen Gemälden des Künstlers Wilhelm Steinhausen geschmückt. Dies führte zu ihrem Denkmalschutz und trug der Kirche den Beinamen „Frankfurter Bilderkersch“ ein. Da der Apostel Lukas sowohl als Schutzpatron der Maler gilt, als auch Arzt gewesen sein soll und die Frankfurter Uni-Klinik im Gemeindegebiet liegt, passte die Namenswahl der Kirche trefflich.
Die Glasfenster schufen 1913 die Frankfurter Glasmaler Rudolf und Otto Linnemann.
Die elektro-pneumatische Walcker-Orgel war ausgerüstet mit 65 klingenden Registern und einem Fernwerk, das den Klang über die Holzdecke von der Ost- zur Westwand trug. Die damals größte Frankfurter Orgel übte einen besonderen Reiz auf Albert Schweitzer aus, der dort öfter spielte und im Sommer 1928 ein Konzert gab.
Vier der fünf nach 1922 aus Spenden (wieder) beschafften Bronzeglocken wurden 1942 konfisziert und, wie bereits im Ersten Weltkrieg, zu Kriegszwecken eingeschmolzen. Im Zweiten Weltkrieg, am 22. März 1944, wurde die Kirche bei den Luftangriffen auf Frankfurt am Main durch Brandbomben weitgehend zerstört. In Bezug auf den Schutz der 20 Steinhausenschen Ölgemälde wurde bereits 1939 unter der erforderlichen Mitwirkung der Städtischen Galerie beschlossen – und dann fortgesetzt bestätigt –, sie sämtlich in der Kirche zu belassen, womit ihre Vernichtung im Kriegsfall vorbestimmt war. Sowohl Stifterin als auch Maler wurden, obwohl Christen, in der NS-Rassenideologie als Juden klassifiziert, womit die Ausmalung als nicht schützenswert einzustufen war.

### Wiederaufbau 1953
Sieben Jahre lang war die Kirche eine Ruine, in deren Mauern ab 1948 eine Notkirche genutzt werden konnte. In veränderter Raum-Aufteilung wurde sie 1951/53 wieder aufgebaut und 1953, am Tag des Apostels Lukas, dem 18. Oktober, neu eingeweiht. Die im Krieg eingeschmolzenen Glocken wurden durch vier neue, gefertigt in Gussstahl, ersetzt, die mit der verbliebenen Bronzeglocke auf das Läutewerk der benachbarten St. Bonifatiuskirche klanglich abgestimmt sind. Das alte mechanische Uhrwerk (noch vorhanden, aber außer Betrieb) wurde motorisiert. Im Erdgeschoss wurden Gemeinderäume, im 1. OG der 10 m hohe Kirchsaal eingerichtet. Dort kamen vier Glasmosaikfenster auf der Südwand hinzu, gefertigt 1953/56 von der Fa. Derix (1953 Derix-Kaiserswerth; 1956 Derix-Wiesbaden) nach Entwürfen von Gisela Dreher-Richels (zwei aus 1953) und Gerhard Dreher (alle vier Fenster). Die neue, zweite Orgel wurde nicht wieder auf der Ost-, sondern auf der Westempore platziert. Der Ostchorraum wurde mit einer Werktagskapelle versehen.

### Umbau 1980

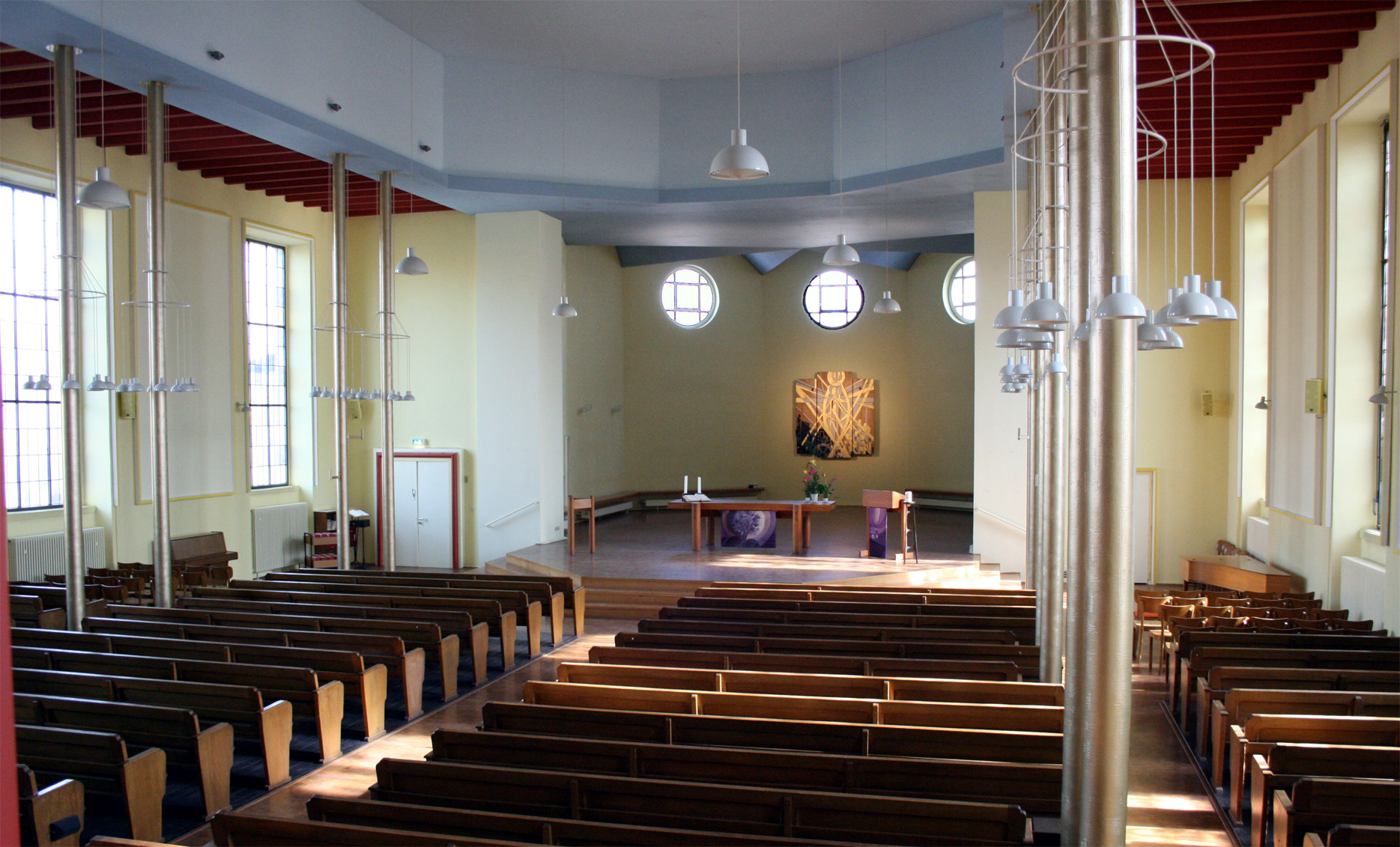
Altarraum Lukaskirche mit Altarrelief von Andreas Felger 1986

Im Zuge ökumenischer Kontakte entschied sich die Gemeinde, sonntäglich Abendmahl zu feiern und dafür die Kirche um die bislang durch eine Wand von ihr getrennte Kapelle zu erweitern. Der dadurch entstandene, geräumige Altarraum wurde 1980 eingeweiht und von Andreas Felger 1983/86 neu eingerichtet.

### Sanierung 2001/07
Nachdem in der Kirche 2001 zunächst ein Stabparkettboden verlegt werden konnte, musste die Innensanierung bis 2006 warten und erfolgte im Zuge der Sanierung der Gemeinderäume im EG. Die neuen Wand-, Decken- und Holzfarben wurden aus den Glasfenstern, die Säulenfarben aus dem Altarrelief abgeleitet. Damit wurde auch die ursprüngliche Konzeption Wilhelm Steinhausens erinnert: Rot- und Blautöne als Symbole für Gnade und Buße – die Glasfenster zeigten deswegen die darin erzählte Umkehr-Geschichte auf der Buß-Südseite.

## Baudekoration, Glocken, Orgel und Kunstwerke

### Baudekoration
Vom Kirchenbrand 1944 ist die Baudekoration aus 1912/13 weitgehend verschont geblieben: die Portal-Allegorien Glaube und Liebe, gestaltet von Georg Eck, der zwei der vier monumentalen Evangelistenfiguren auf dem Turm gefertigt hat – die anderen beiden stammen von Peter Bauer –, sowie die Jugendstil-Evangelistensymbole auf den vier Flügeln der Außentüren.

### Die dritte Glockengarnitur
Zweimal wurden Glocken der Lukaskirche, gegossen von der Fa. Rincker in Sinn, für Kriegszwecke eingeschmolzen und jeweils in Friedenszeiten durch neue ersetzt, wobei jeweils eine Glocke der Gemeinde verblieb.
| Name                         | Ton | Umschrift                                           | Gewicht  |
| ---------------------------- | --- | --------------------------------------------------- | -------- |
| Auferstehungsglocke          | c   | Ich bin die Auferstehung und das Leben (Joh 11,25 ) | 1.870 kg |
| Friedensglocke               | d   | Er ist unser Friede (Eph 2,14 )                     | 1.280 kg |
| Pfarrer-Wilhelm-Busch-Glocke | f   | Gedenket Eurer Lehrer (Hebr 13,7 )                  | 750 kg   |
| Neue Konfirmandenglocke      | g   | Siehe, ich verkündige Euch große Freude (Lk 2,10 )  | 520 kg   |
| Konfirmandenglocke (1922)    | a   | −                                                   | ?        |

### Die dritte Orgel (Fa. Rieger/Bregenz)

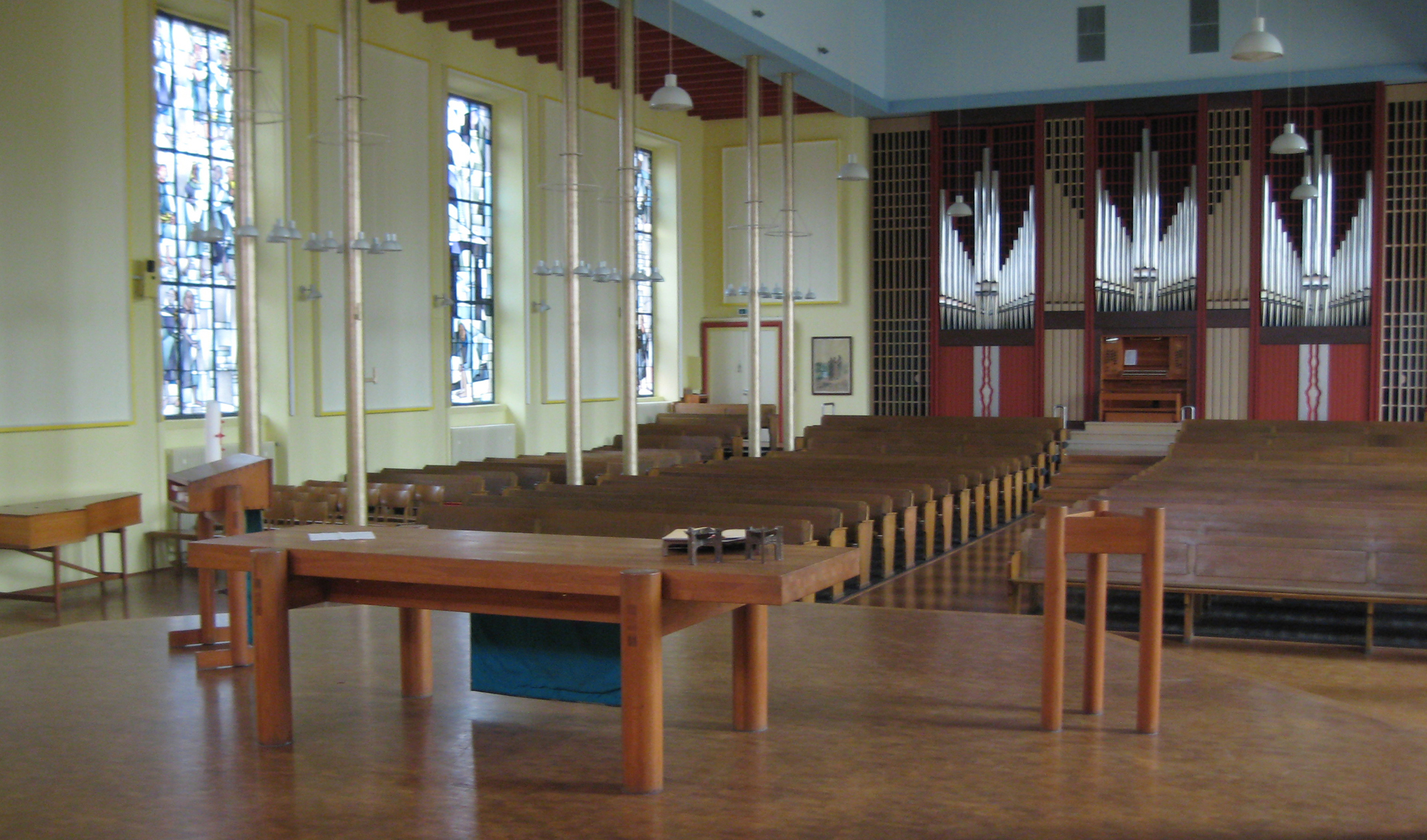
Innenraum mit Rieger-Orgel 1998/99

Die ersten beiden Orgeln der Lukaskirche (1912 und 1953) wurden von der Fa. Walcker gefertigt.
Nachdem die der Reihe nach zweite Orgel bereits nach 45 Jahren ausgedient hatte (Materialverschleiß), wurde 1998/99 von der Fa. Rieger die inzwischen dritte Orgel, ausgestattet mit 24 Registern, verteilt auf zwei Manuale (Haupt- und Schwellwerk) und ein Pedal (II/24) eingebaut. Diesmal konnte großen Wert auf langlebige Materialien, hochwertiges Handwerk und einen ansehnlichen Prospekt gelegt werden, dessen Lärchen- und Kirschholz mit den Farben der Glasfenster harmoniert. Die Orgel ist bis auf das elektrische Gebläse vollständig mechanisch angelegt und gilt als Musterbeispiel modernen Orgelbaus.
| I Hauptwerk C–g3 |                  |       |
| 1.               | Bourdon          | 16′   |
| 2.               | Principal        | 8′    |
| 3.               | Gedackt          | 8′    |
| 4.               | Flute harmonique | 8′    |
| 5.               | Octave           | 4′    |
| 6.               | Blockflöte       | 4′    |
| 7.               | Superoctave      | 2′    |
| 8.               | Mixtur IV        | 1 ⁄3′ |
| 9.               | Trompete         | 8′    |

| II Schwellwerk C–g3 |             |        |
| 10.                 | Holzgedackt | 8′     |
| 11.                 | Salicional  | 8′     |
| 12.                 | Schwebung   | 8′     |
| 13.                 | Prestant    | 4′     |
| 14.                 | Rohrflöte   | 4′     |
| 15.                 | Nazard      | 2 ⁄3′  |
| 16.                 | Flöte       | 2′     |
| 17.                 | Tierce      | 1 3⁄5′ |
| 18.                 | Larigot     | 1 ⁄3′  |
| 19.                 | Oboe        | 8′     |
|                     | Tremulant   |        |

| Pedal C–f1 |           |     |
| 20.        | Subbaß    | 16′ |
| 21.        | Principal | 8′  |
| 22.        | Gemshorn  | 8′  |
| 23.        | Choralbaß | 4′  |
| 24.        | Fagott    | 16′ |

Koppeln: II/I, I/P, II/P

### Kalischer-Bleiglasfenster

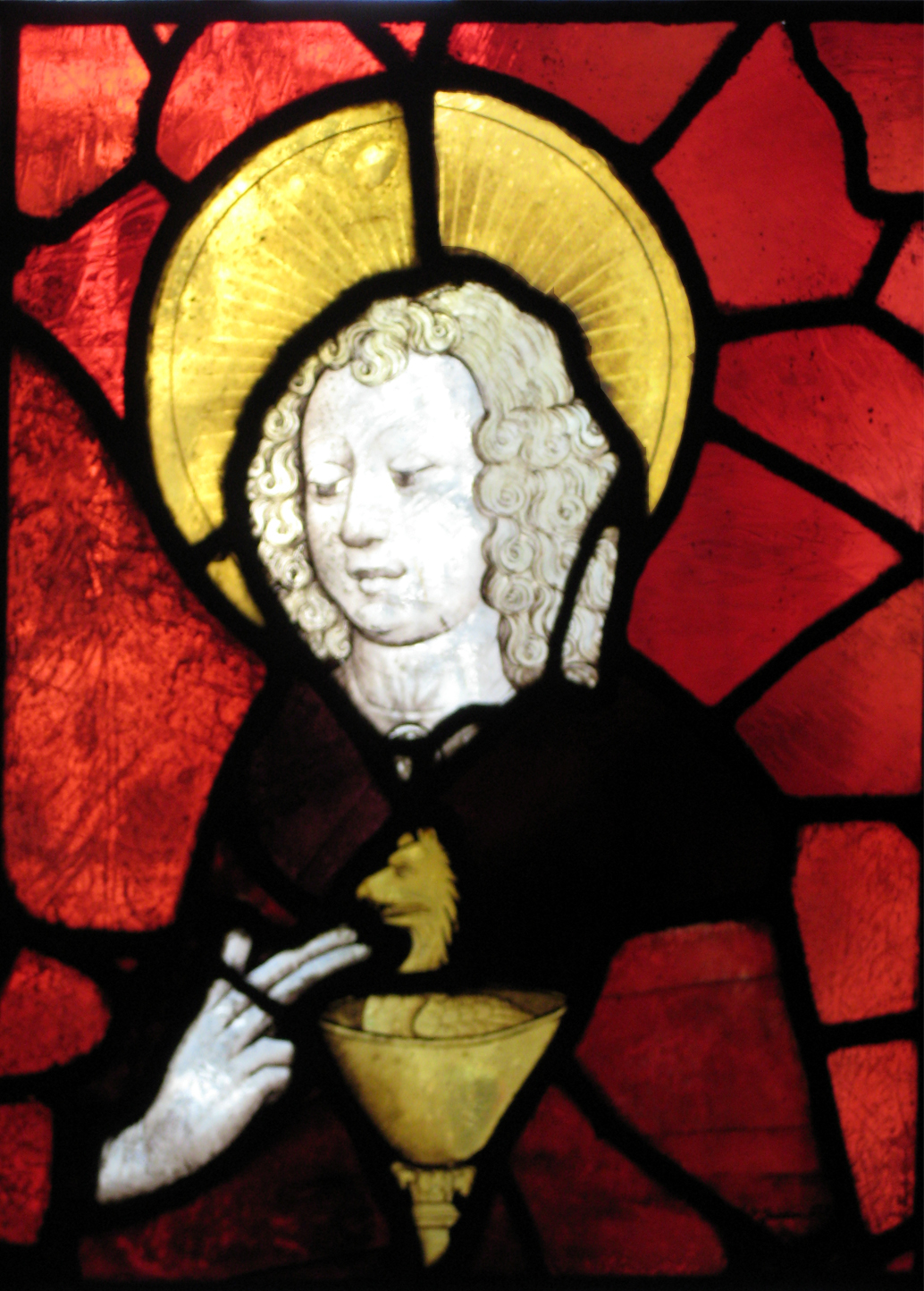
Gotisches Bleiglasfenster Der Apostel Johannes (Kalischer-Stiftung)

Dr. Georg Kalischer (* 5. Juni 1873 in Berlin; † 1. Dezember 1938) starb an den Folgen der Haft im KZ Buchenwald und wurde unter strenger Geheimhaltung, jedoch unter Mitwirkung von Pfarrer Otto Haas auf dem Frankfurter Südfriedhof beerdigt. Aus Dankbarkeit dafür schenkte ihm die Ehefrau Marie Kalischer, geb. Krause, ein gotisches Fensterbild, den Apostel Johannes darstellend, das 1953 mit einer Widmung versehen, restauriert und in das Fenster der Sakristei eingebaut wurde (→ Fa. Derix). Der Name Kalischer leitet sich, einer Version folgend, von lateinisch calix ab, zu Deutsch: Kelch, der auf dem Bild zu sehen ist.
Kalischer war von 1921 bis 1934 Direktor im I. G. Farben-Konzern. und wurde im Zuge der seit 1933 betriebenen Arierpolitik vorzeitig pensioniert. Im Verlauf der Novemberpogrome 1938 wurde er verhaftet und ins KZ Buchenwald transportiert. Am 27. November 1938 aus der Haft entlassen, erlag er den im KZ Buchenwald erlittenen Misshandlungen und starb drei Tage nach seiner Rückkehr. Die Trauerfeier am 5. Dezember 1938 fand unter Aufsicht der Gestapo statt. Weder die Bekanntgabe der Feier noch die Anteilnahme der Firma, der Kirchengemeinde und anderer Trauergäste war gestattet worden. Das Fenster ist eine Form stellvertretenden Gedenkens für Christen jüdischer Abstammung, die in der Zeit des Nationalsozialismus verfolgt wurden und deren Schicksale noch weitgehend unerforscht sind.

### Glasfenster 1953/56
Anstelle der zerstörten Ausmalung wurden die Fenster der Südwand mit Motiven versehen, die die Geschichte vom sog. Verlorenen Sohn (Lk 15,11-32 ) bebildern. Die Entwürfe stammen von Gisela Dreher-Richels und Gerhard Dreher.
- Lk 15,11–13 EU
- Lk 15,13–14 EU
- Lk 15,15–19 EU
- Lk 15,20–28 EU

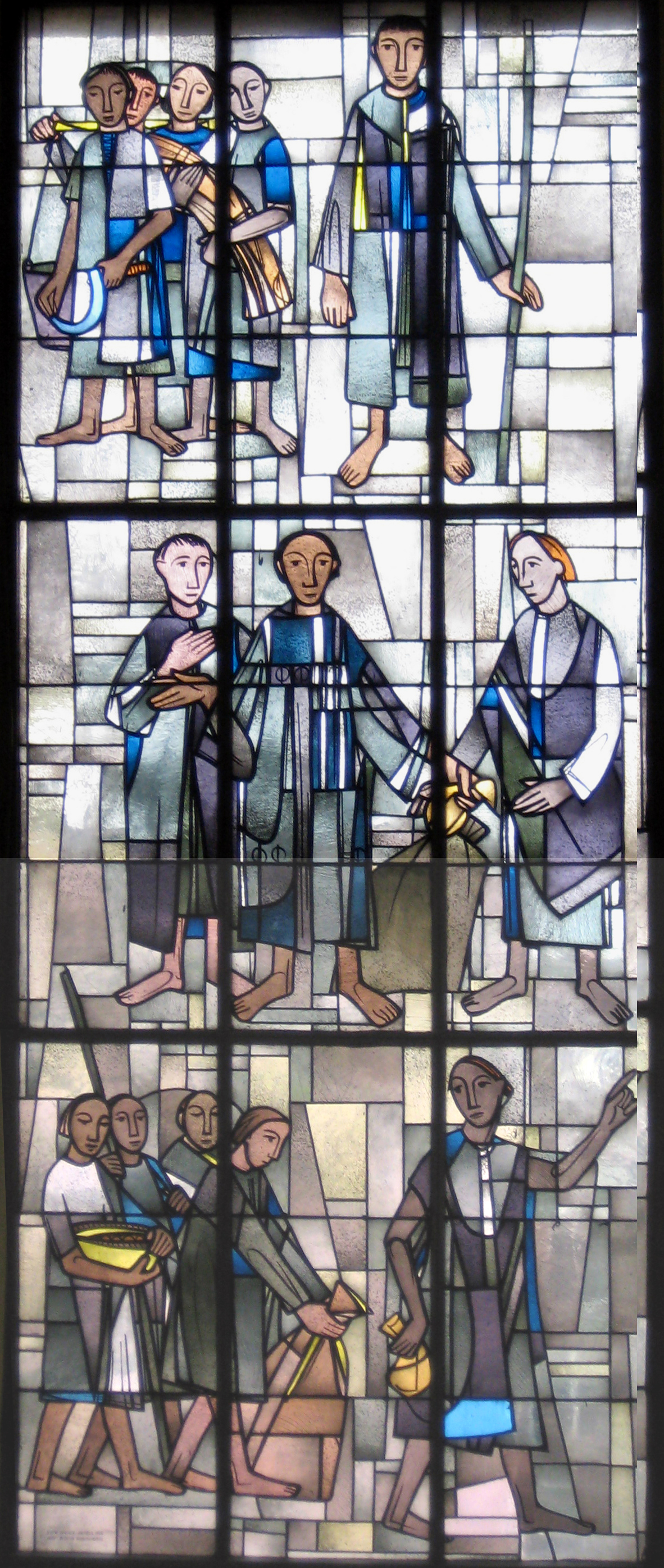
Lk
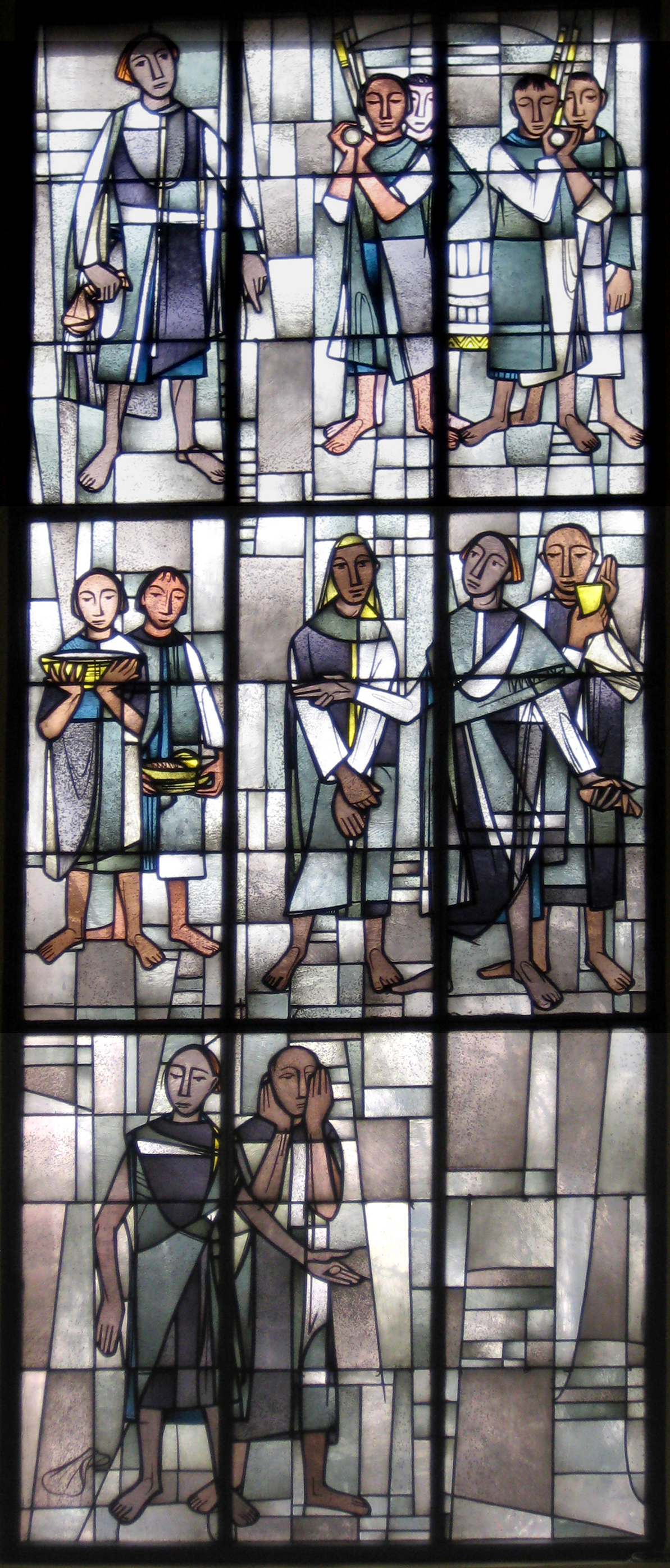
Lk
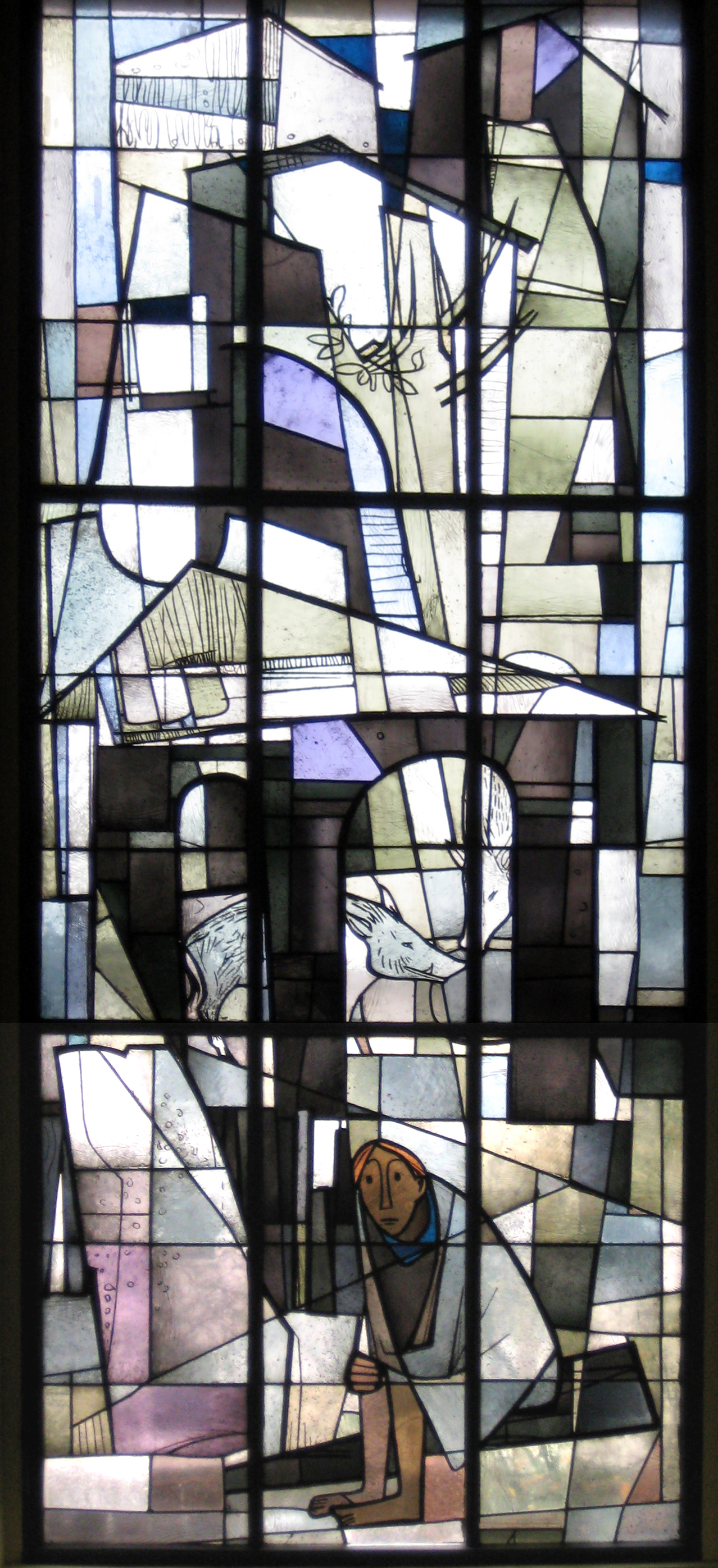
Lk
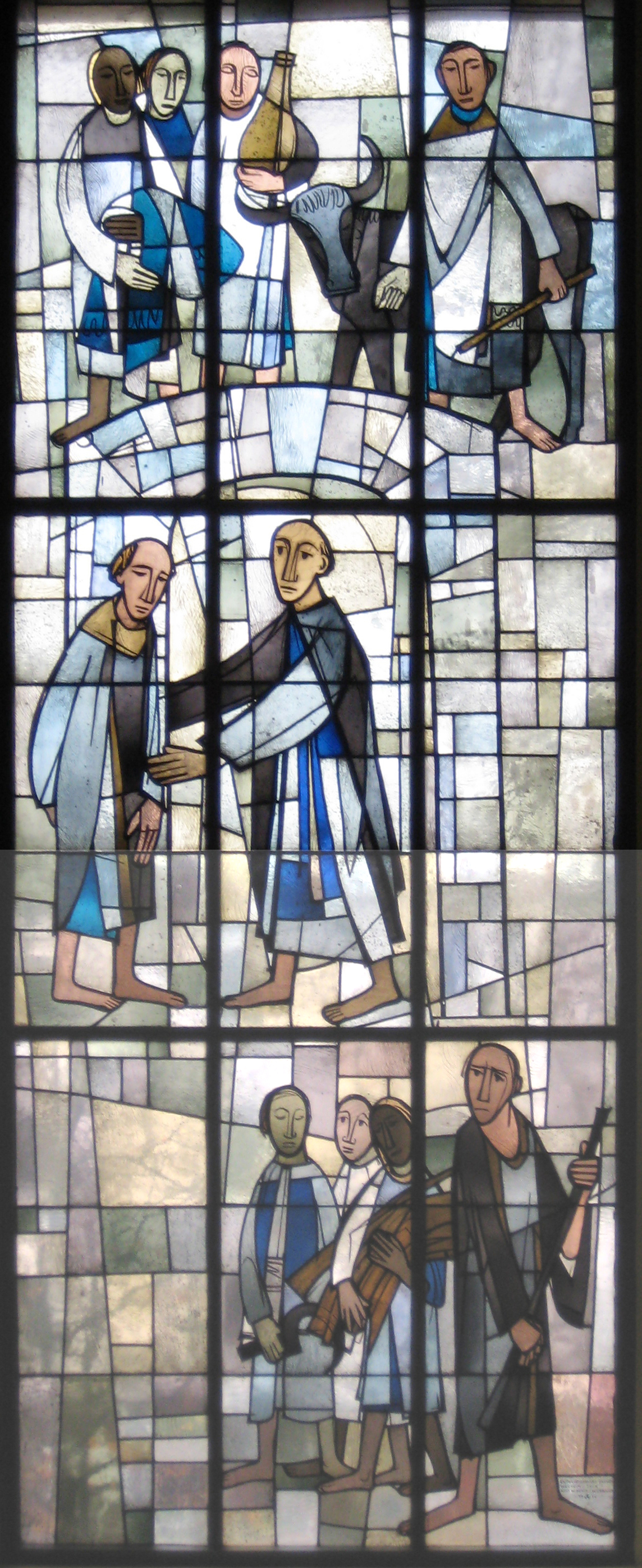
Lk

Die Verse Lk 15,29-32 , die zur Geschichte mit dazu gehören, wurden in die Fenster nicht aufgenommen.

### Altarrelief 1986
Andreas Felger entwarf ab 1983 Altar, Kanzel, Taufbeckenständer, Antependien, Osterkerzenständer (2010) und für die Ostwand im Altarraum ein Wand-Holzrelief, das er 1986 fertigstellte. Das Relief illustriert durch die Verwendung von Symbolen bedeutende Feste der Christenheit, die sich (auch) auf Berichte des Lukas zurückführen: Das Christfest Lk 2,12  (Krippe), Karfreitag Lk 23,33  (Kreuz), Ostern Lk 24  (Farben Weiß und Gold) sowie Christi Himmelfahrt Lk 24,50-51  (Berg), wobei die lokale Geschichte mit einbezogen wird: die Vergangenheit unter der Herrschaft der Nationalsozialisten, die Verstricktheit in Aberglaube und Alkoholismus (Sachsenhausen als Stadtteil Frankfurter Brauereien) sowie die Hoffnung der Abendmahlsgemeinschaft, die sich auf Offb 22,13-17  besinnt, und deren Anfänge Lukas in seiner Apostelgeschichte schildert (Pfingsten).